# Rivière Achepabanca Nord-Est
Pour les articles homonymes, voir Achepabanca.
La rivière Achepabanca Nord-Est est un affluent de la rivière Achepabanca, coulant dans la partie nord-est du territoire de Senneterre (ville), dans la municipalité régionale de comté (MRC) de La Vallée-de-l'Or, dans la région administrative de l’Abitibi-Témiscamingue, au Québec, au Canada.
Le cours de la rivière traverse successivement les cantons de Maricourt et Berthelot. Sa confluence est à la limite des cantons Girouard et Berthelot.
La rivière Achepabanca Nord-Est coule entièrement en territoire forestier du côté ouest du réservoir Gouin. La foresterie constitue la principale activité économique de ce bassin versant ; les activités récréotouristiques, en second. La surface de la rivière est habituellement gelée du début de décembre à la fin d’avril. Le bassin versant de la rivière Achepabanca Nord-Est est desservi par la route forestière R0808 qui passe du côté nord.

## Géographie
La rivière Achepabanca Nord-Est prend sa source presqu’à la limite nord de la région administrative de Abitibi-Témiscamingue, à l’embouchure du lac non identifié (longueur : 0,8 km ; altitude : 399 m). Ce lac de tête est enclavé par trois montagnes dont les sommets atteignent 490 m au nord, 473 m au sud et 470 m.
Cette source de la rivière est située à :
- 0,5 km au nord-ouest de la route R0808 laquelle passe au sud-est du lac Achepabanca et coupe la partie supérieure du cours de la rivière Achepabanca Nord-Est ;
- 13,0 km au nord-est de la confluence de la rivière Achepabanca Nord-Est avec la rivière Mégiscane ;
- 75,7 km au nord-est de la confluence de la rivière Mégiscane avec le lac Parent ;
- 85,9 km au nord-est du centre-ville de Senneterre ;
- 49,9 km au nord de l’arrêt ferroviaire Forsythe du chemin de fer du Canadien National.

Les principaux bassins versants voisins de la rivière Achepabanca Nord-Est sont :
- Côté nord : lac Machepabanca, lac Saint-Père ;
- Côté est : rivière Mégiscane, lac Maricourt, rivière Macho, lac Berthelot ;
- Côté sud : rivière Mégiscane, lac Girouard, lac Berthelot ;
- Côté ouest : rivière Achepabanca, rivière Capousacataca, lac Charrette, lac Valets.

À partir de l’embouchure du lac de tête, la rivière Achepabanca Nord-Est coule sur 21,9 km selon les segments suivants :
Cours supérieur de la rivière Achepabanca Nord-Est (segment de 7,2 km)
- 0,4 km vers l'ouest, notamment en traversant la partie ouest d’un lac non identifié (longueur : 0,7 km en forme de croisant ouvert vers le nord ; altitude : 399 m), jusqu’à son embouchure ;
- 3,9 km vers le sud-ouest, en traversant un petit lac non-identifié (altitude : 386 m) en fin de segment, jusqu’à son embouchure ;
- 0,8 km vers le sud-ouest, jusqu’à la rive nord-est du lac Cibâtikocik ;
- 2,1 km en traversant le lac Cibâtikocik (altitude :  382 m) sur sa pleine longueur ;

Cours inférieur de la rivière Achepabanca Nord-Est (segment de 14,7 km)
- 3,6 km vers le sud en formant quelques serpentins ;
- 4,6 km vers le sud-ouest, en traversant un lac formé par l’élargissement de la rivière ;
- km vers le sud-est en traversant un lac (longueur : 4,1 km ; altitude : 390 m) formé par l’élargissement de la rivière, jusqu’à son embouchure ;
- 1,7 km vers le sud-ouest en traversant la partie sud-ouest d’un lac non identifié (altitude : 390 m) sur sa pleine longueur ;
- 0,7 km vers le sud-ouest, jusqu'à la confluence de la rivière[2].

La rivière Achepabanca Nord-Est se décharge sur la rive est de la rivière Achepabanca à 0,4 km de la confluence de cette dernière avec la rivière Mégiscane. Cette dernière coule généralement vers l'ouest en formant de grand crochet vers le sud. Elle est un affluent de la rive est du lac Parent. Ce dernier se déverse dans la rivière Bell, un affluent du lac Matagami lequel se déverse à son tour dans la rivière Nottaway, un affluent de la rive sud-est de la Baie James.
Cette confluence de la rivière Achepabanca Nord-Est avec la rivière Achepabanca est située à :
- 0,4 km au nord de la confluence de la rivière Achepabanca ;
- 66,1 km au nord-est de la confluence de la rivière Mégiscane avec le lac Parent ;
- 37,4 km au nord de l’arrêt ferroviaire Foresyth du chemin de fer du Canadien National ;
- 75,8 km au nord-est du centre-ville de Senneterre ;
- 77,8 km au sud-est du centre du village de Lebel-sur-Quévillon ;
- 61,1 km à l’ouest du réservoir Gouin :
- 2,1 km au nord du lac Girouard.

## Toponymie
Le toponyme « rivière Achepabanca Nord-Est » a été officialisé le 5 décembre 1968 à la Commission de toponymie du Québec.